# ب يكوله (مقاطعة غيلانغرب)
ب يكوله (بالفارسية: پ یکوله) هي قرية تقع في كرمانشاه في إيران. يقدر عدد سكانها بـ 73 نسمة .